# Croton seputubensis
Croton seputubensis är en törelväxtart som beskrevs av Frederico Carlos Hoehne. Croton seputubensis ingår i släktet Croton och familjen törelväxter. Inga underarter finns listade i Catalogue of Life.